# Rocafort de Queralt
Rocafort de Queralt là một đô thị thuộc tỉnh Tarragona trong cộng đồng tự trị Catalonia, phía bắc Tây Ban Nha. Đô thị này có diện tích là 8,48 ki-lô-mét vuông, dân số năm 2009 là 278 người với mật độ 32,78 người/km². Đô thị này có cự ly km so với Tarragona.